# Saramago Pinheiro
Evaldo Saramago Pinheiro, ou apenas Saramago Pinheiro, (Niterói, 16 de julho de 1914 – , 27 de dezembro de 2013) foi um advogado, professor e político brasileiro, outrora deputado federal pelo Rio de Janeiro.

## Dados biográficos
Filho de Arnaldo Colens Pinheiro e Palmira Saramago Pinheiro. Advogado formado pela Universidade do Estado do Rio de Janeiro em 1935, graduou-se também em línguas neolatinas pela Universidade Federal do Rio de Janeiro em 1940. Concentrando sua atuação profissional em cidades como Itaguaí, Saquarema e Itaboraí, fundou a UDN nesta última e por esta legenda foi eleito deputado federal em 1947, 1950, 1954 e 1958. Candidato a vice-governador do Rio de Janeiro na chapa de Miguel Couto Filho em 1962, não se elegeu. Quando o Regime Militar de 1964 impôs o bipartidarismo em 1965, Saramago Pinheiro ocupava uma diretoria na Caixa Econômica Federal e ingressou na ARENA, sendo reconduzido para a Assembleia Legislativa em 1966, 1970 e 1974. Duas vezes presidente da Assembleia Legislativa do Rio de Janeiro, foi a secretário de Transportes e Comunicações no governo Jeremias Fontes e secretário de Interior e Justiça no governo Raimundo Padilha.
Eleito deputado federal em 1978, ingressou no PDS quando o pluripartidarismo foi restaurado em 1980. Reeleito em 1982, votou contra a Emenda Dante de Oliveira em 1984 e escolheu Paulo Maluf no Colégio Eleitoral em 1985. Não reeleito deputado federal em 1986, manteve-se como advogado e filiou-se sucessivamente ao PPR em 1993 e ao PPB em 1995.